# TobyMac
Toby McKeehan, pseudonim artystyczny: tobyMac, (ur. 22 października 1964) – amerykański wokalista i autor piosenek, były lider zespołu dcTalk.
Po rozwiązaniu grupy dcTalk, McKeehan poświęcił się karierze solowej. Wydał trzy albumy, a także remiksy dwóch z nich. tobyMac bierze także udział w projektach innych wokalistów i zespołów muzycznych.
Jest posiadaczem dwóch złotych płyt, oraz 5 nagród Dove Awards.
Jego utwory były wykorzystywane na scieżkach dźwiękowych takich filmów jak: "Transporter 2", "Szybcy i wściekli: Tokio Drift" czy "Opowieści z Narnii: Lew, czarownica i stara szafa".
Wspólnie z Michaelem Taitem napisał dwie książki: Under God oraz Living Under God
tobyMac posiada również własną wytwórnię płytową pod nazwą Gotee Records, która wspomaga głównie młodych i początkujących twórców sceny CCM i umożliwia im wydanie własnej płyty.
Prywatnie Toby i jego żona Amanda żyją w mieście Franklin w stanie Tennessee. Mają piątkę dzieci: Truett'a, Leo i Judę oraz dwójkę adoptowanych: Mojżesza oraz Marlee.

## Dyskografia

### Albumy
- 2001 – Momentum
- 2004 – Welcome to Diverse City
- 2007 – Portable Sounds
- 2010 – Tonight
- 2012 – Eye On It
- 2015 – This Is Not a Test

### Remiksy
- 2003 – Re:Mix Momentum
- 2005 – Renovating Diverse City
- 2012 – Dubbed and Freq'd: A Remix Project
- 2014 – Eye'm All Mixed Up